# Superheaven
Superheaven es una banda estadounidense de rock alternativo formada en Doylestown, Pensilvania formada en 2008. Su música ha sido descrita como reminiscente del grunge y el shoegaze de los años 1990.

## Historia
Como Daylight, la banda se formó a principios de 2008 y lanzó su primer EP Sinking, en 2009 a través de Get This Right Records; el EP es una versión remezclada y remasterizada de la maqueta de la banda. Lanzaron su segundo EP, Dispirit, en 2010 a través de Six Feet Under Records, y el tercero, The Difference in Good and Bad Dreams, en 2012 a través de Run for Cover Records (junto con un EP acústico). Su primer álbum de estudio Jar, se lanzó en abril de 2013 con el mismo sello y alcanzó el puesto 184 en la lista de Billboard 200 de Estados Unidos. La banda apareció en la lista de Alternative Press de las "39 bandas emergentes que debes escuchar antes de que termine 2013". Tras una disputa legal con una banda española del mismo nombre, Daylight cambió su nombre a "Superheaven" a principios de 2014. A pesar del cambio, el guitarrista y vocalista Taylor Madison enfatizó que su dirección musical y formación se mantuvieron constantes. Ese mismo año, la banda firmó con SideOneDummy Records. Lanzaron su segundo álbum Ours Is Chrome en mayo de 2015. 
A mediados de 2015, Superheaven emprendió una gira por Norteamérica junto a Diamond Youth y Rozwell Kid para promocionar Ours Is Chrome. Tras finalizar la gira de promoción de Ours is Chrome, la banda cesó su actividad a tiempo completo. Grabado en octubre de 2014 con el productor Will Yip, Ours Is Chrome marcó un período de crecimiento para la banda. Madison señaló que, en comparación con su álbum anterior, Jar, la banda tenía una visión más clara de su sonido y composición durante esta grabación. Madison y Clarke formaron una nueva banda, Webbed Wing, en 2017. Su álbum debut, Bike Ride Across the Moon, se lanzó en 2019. Robbins formó DARK MTNS con Josh Mackie de Gunk, lanzando su álbum debut, Up Above This Cloud, en 2017. También tocó en la banda Flight Habit. Kane se retiró en gran medida de la música y comenzó su propio negocio de carpintería, Cliffside Carpenter.
Sin embargo, la banda realizó varias reuniones individuales en los años siguientes. En diciembre de 2017, Superheaven tocó en secreto junto a Tigers Jaw y Turnstile en un evento benéfico para Philabundence, organizado por el productor musical Will Yip. Unos días después, la banda anunció un concierto único a beneficio de Planned Parenthood el 2 de marzo de 2018 en The Other Side en Wilkes Barre, Pensilvania. También tocaron con Balance y Composure en su última gira de 2019.
Superheaven se reunió de nuevo en 2022 para tocar en el Outbreak Fest de Manchester en junio, junto a Turnstile, Knocked Loose y Basement, además de tocar en el New Cross Inn de Londres. En noviembre de 2022, se anunció que la banda tocaría en el Sick New World de Las Vegas en mayo de 2023. A esto le siguió el anuncio de una gira completa en enero de 2023, donde la banda celebró el décimo aniversario de Jar.
El 12 de noviembre de 2024, Superheaven lanzó la canción "Long Gone", el primer lanzamiento de la banda desde Ours Is Chrome en 2015. El siguiente sencillo, "Numb to What Is Real", se lanzó el 10 de diciembre; ese mismo día, la banda anunció que su tercer álbum de estudio homónimo, se lanzará el 18 de abril de 2025.
El 18 de febrero de 2025, Superheaven anunció su gira de 16 paradas por Norteamérica. Su primera parada será el LDB Fest en Louisville, Kentucky. Sus fechas principales comenzaron el 27 de abril en San Luis y se extenderán hasta el 20 de mayo en Brooklyn, Nueva York. Tras los conciertos en Europa, que comienzan el 8 de junio, regresarán a Estados Unidos para finalizar su gira de 2025 en el festival de música de tres días, Louder Than Life, en Louisville, Kentucky.

## Estilo musical e influencias
Entre los artistas similares se encuentran Narrow Head, Soul Blind, Deftones, Trauma Ray, Local H y Chevelle. A diferencia de Superheaven, estas bandas y artistas tienen una reputación similar en el género grunge y el metal alternativo.

## Miembros
Miembros actuales
- Taylor Madison – voz principal, guitarra (2008-2016, 2018, 2022-presente)
- Jake Clarke – voz principal, guitarra (2008-2016, 2018, 2022-presente)
- Joe Kane – bajo (2008-2016, 2018, 2022-presente)
- Zack Robbins – batería, coros (2012-2016, 2018, 2022-presente)

Miembros anteriores
- John Bowes – batería (2008–2012)

Linea del tiempo

## Discografia

### Álbumes de estudio
| Año                                  | Álbum          | Sello                   | Posiciones | Posiciones | Posiciones | Posiciones |
| Año                                  | Álbum          | Sello                   | US         | US Alt     | US Indie   | US Rock    |
| ------------------------------------ | -------------- | ----------------------- | ---------- | ---------- | ---------- | ---------- |
| 2013                                 | Jar            | Run for Cover           | 184        | —          | 33         | 50         |
| 2015                                 | Ours Is Chrome | Side One Dummy/Red Bull | —          | 16         | 12         | 25         |
| 2025                                 | Superheaven    | Blue Grape              | —          | —          | —          | —          |
| "—" indica que la lista no se trazó. |                |                         |            |            |            |            |

### EPs
| Año  | Álbum                                                 | Sello          |
| ---- | ----------------------------------------------------- | -------------- |
| 2009 | Sinking (como Daylight)                               | Get This Right |
| 2010 | Dispirit (como Daylight)                              | Six Feet Under |
| 2011 | Run for Cover Acoustic Series #3 (como Daylight)      | Run for Cover  |
| 2012 | The Difference in Good and Bad Dreams (como Daylight) | Run for Cover  |

### Sencillos
| Año  | Canción                | Álbum                                 |
| ---- | ---------------------- | ------------------------------------- |
| 2011 | "Damp" (como Daylight) | The Difference in Good and Bad Dreams |
| 2013 | "In on It"             | Jar                                   |
| 2015 | "I've Been Bored"      | Ours Is Chrome                        |
| 2015 | "Next to Nothing"      | Ours Is Chrome                        |
| 2024 | "Long Gone"            | Superheaven                           |
| 2024 | "Numb to What Is Real" | Superheaven                           |
| 2025 | “Cruel Times”          | Superheaven                           |
| 2025 | "Stare at the Void"    | Superheaven                           |

### Videos musicales
| Año  | Canción                | Álbum                                 |
| ---- | ---------------------- | ------------------------------------- |
| 2011 | "Damp" (como Daylight) | The Difference in Good and Bad Dreams |
| 2013 | "In on It"             | Jar                                   |
| 2013 | "Life in a Jar"        | Jar                                   |
| 2013 | "No One's Deserving"   | Jar                                   |
| 2015 | "I've Been Bored"      | Ours Is Chrome                        |
| 2015 | "Next to Nothing"      | Ours Is Chrome                        |
| 2015 | "Gushin' Blood"        | Ours Is Chrome                        |
| 2024 | "Long Gone"            | Superheaven                           |
| 2025 | "Cruel Times"          | Superheaven                           |
| 2025 | "Stare at the Void"    | Superheaven                           |